# Локнянські дуби
Локнянські дуби — ботанічна пам'ятка природи місцевого значення в Україні. Розташований поблизу села Дубина в Роменському районі Сумської області.

## Історія створення
Рішенням сесії обласної ради від 22.12.2021 року «Про зміни в мережі територій та об’єктів природно-заповідного фонду області» узаконено 9 пам'яток природи, серед них три у Роменському районі. В тому числі й пам'ятка природи — Локнянські дуби. Статус присвоєно з метою збереження природних багатств. На території заказника забороняються рубки головного користування,  лісовідновні та поступові рубки, видалення захаращеності, а також полювання та діяльність, яка суперечить завданням, передбаченим Положенням про заказник.

## Опис
Об'єкт природно-заповідного фонду Сумської області. Розташований на відстані 150 м від західної околиці села Дубина Роменського району. Територія представлена балковим ландшафтом із залишками корінних угрупувань лучно-степової рослинності та природним поновленням деревно-чагарникової рослинності. Значною природоохоронною цінністю ділянки є зростання 10 вікових дерев дуба звичайного зі значними віковими та морфометричними показниками. Виявлено зростання популяцій видів рослин, занесених до Червоної книги України – сон лучний та горицвіт весняний. Площа заказника – 2,6 га.
Заказник має особливу  природоохоронну, наукову, естетичну, рекреаційну цінність і виділені з метою збереження природної різноманітності ландшафтів, генофонду тваринного і рослинного світу, підтримання загального екологічного балансу та забезпечення фонового моніторингу навколишнього природного середовища.